# Hauser-Talsperre
Die Hauser-Talsperre (englisch Hauser Dam, Hauser Lake Dam) am Missouri River liegt etwa 22 km nordöstlich von Helena, Montana in den USA. Vor der heutigen Staumauer gab es dort eine zwischen 1905 und 1907 errichtete Talsperre aus Stahl, die 1908 brach und eine Flutwelle und große Schäden verursachte. Von 1908 bis 1911 wurde ein neues Laufwasserkraftwerk der PPL Corporation errichtet, das bis heute besteht und mit sechs Turbinen eine Leistung von 19 Megawatt produzieren kann.

## Die alte Stahltalsperre

### Der Bau der Talsperre
Die ursprüngliche Talsperre wurde von dem Gouverneur und Geschäftsmann Samuel Thomas Hauser und seiner "Missouri River Power Company" erbaut. Es war eine Talsperre aus Stahl auf Fundamenten aus Mauerwerk.
J. F. Jackson, ein Brücken- und Stahlbauingenieur aus Wisconsin, konstruierte die Sperre und die "Wisconsin Bridge and Iron Company" baute sie. Martin Gerry war der Bauleiter. Gerry und der Wisconsin-Brückenbauingenieur James McKittrick stritten sich mehrfach über den Entwurf und Gerry veranlasste eine Reihe von Veränderungen, um die Sperre zu verstärken.
Die Talsperre war 192 m lang und 23 m hoch.
Die mittleren 90 m waren auf Kies gegründet, während der Rest an beiden Seiten auf Fels gegründet war. Deswegen wurden im Mittelteil Spundbohlen in den Boden des Flussbetts getrieben und der Stahl des Bauwerks mit der Spundwand verbunden. Auf der Spundwand befand sich ein dreieckiges Fundament aus Mauerwerk und eine Kappe aus Beton, die die Talsperre tragen sollte. Die Sperre selbst bestand aus geneigten Stahlplatten.
Auf die Wasserseite der Sperre wurde noch eine Schicht Beton aufgetragen, und vor der Sperre wurde eine 6 m dicke und 90 m breite Schicht aus Vulkanasche als Dichtungsteppich gegen Versickerung auf das Flussbett aufgebracht. Die Hochwasserentlastung war 150 m breit und 4 m tief. In einem Wasserkraftwerk waren 10 horizontal gelagerte Turbinen untergebracht, die 14 Megawatt leisteten. Die Gesamtkosten für das Bauwerk betrugen 1,5 Millionen $.
Am 12. Februar 1907 wurde die Hauser-Talsperre in Betrieb genommen. Sie wurde nach Samuel T. Hauser benannt.

## Der Dammbruch

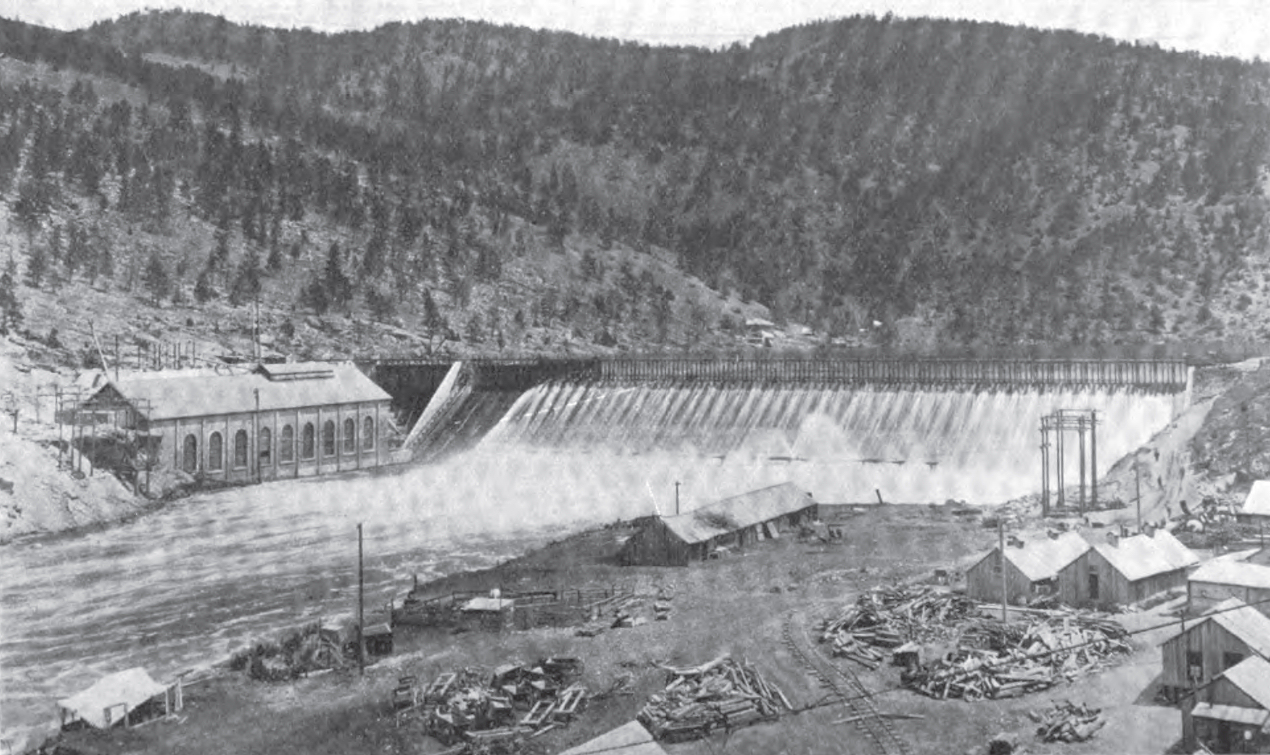
Wiederaufbau, Foto von Ende 1908

Am 14. April 1908, etwa um 14:30 Uhr, versagte die Hauser-Sperre, nachdem der Wasserdruck das Mauerwerk-Fundament unterminiert hatte. Der Stahl selbst blieb strukturell intakt.
Das erste Anzeichen für Probleme war getrübtes Wasser, das aus der Basis des Dammes in der Nähe des Kraftwerks zu sprudeln begann. Ein Angestellter, der die Gefahr erkannte, rannte in das Kraftwerk und rief allen zu, um ihr Leben zu rennen. Etwa 15 Minuten später gab das Fundament nach, was verursachte, dass der flussaufwärtige Teil der Sperre nachgab und eine 9 m breite Bresche erzeugte. Das durch die Bresche strömende Wasser höhlte das Fundament weiter aus und sechs Minuten später verlor ein 90 m breites Stück der Sperre seinen Halt. Das Kraftwerk wurde nur leicht beschädigt. Eine 7,5 bis 9 m hohe Wasserwoge ging talabwärts. Die seitlich verbliebenen Teile des Dammes, die im Fels verankert waren, hielten einen Teil des Wassers zurück, so dass seine Zerstörungskraft etwas gemindert wurde. In der Hauptstadt von Montana, Helena, erhielt Gerry einen Telefonanruf vom Bedienungspersonal mit der Mitteilung, dass der Damm zerstört worden war. Er sandte sofort Telegramme an alle Städte und Ortschaften flussabwärts und warnte sie vor der Flut. Eine Lokomotive der Great Northern Railway wurde zur Stadt Great Falls, Montana losgeschickt, um alle Stationen auf ihrem Weg von dem Dammbruch zu informieren.

### Die Flutwelle
Die Warnungen und die geologische Beschaffenheit des Missouri unterhalb der Sperre sorgten dafür, dass niemand zu Tode kam. Die Baustelleneinrichtung an der Holter-Talsperre, die in Bau war, wurde fortgespült. Der später als Schauspieler berühmt gewordene Gary Cooper und seine Familie, die in der Seven Bar Nine Ranch wohnten, wurden rechtzeitig informiert und evakuiert. Die kleine Stadt Craig, Montana erreichte die Flut um 19:00 Uhr, aber das schmale Missourital oberhalb der Stadt hielt viel Wasser zurück und verminderte seine Zerstörungskraft. Die Einwohner waren früh genug gewarnt und waren geflohen. Zuerst berichtete die Presse, dass die Stadt fortgespült sei, aber das war nicht so, denn nur ein paar Hütten und der Bahnhof waren verwüstet. Die Eisenbrücke von Craig, die normalerweise 7,5 m über dem Wasser steht, war 60 cm mit Wasser bedeckt und man fürchtete ihren Einsturz, aber sie hielt. Die Eisenbahngleise der Great Northern Railway (Vereinigte Staaten) von Craig nach Ulm, Montana waren unter Wasser. Die Arbeiter des Boston-und-Montana-Hüttenwerks in Great Falls improvisierten einen Flügeldamm, um das Wasser von der Schmelzerei fernzuhalten und sprengten einen Teil der Black-Eagle-Talsperre weg, um das Wasser fortzuleiten, aber das war nicht nötig, denn der Missouri stieg hier nur noch um 2,1 m an. Die Schäden wurden auf mehr als 1 Million USD geschätzt.
Am Ende des 20. Jahrhunderts konnten immer noch Bruchstücke der Sperre an den Flussufern des Missouri River gefunden werden.